# شركة بحر العرب لأنظمة المعلومات
شركة بحر العرب لأنظمة المعلومات والمتداولة في البورصة باسم «بحر العرب»، شركة مساهمة سعودية برأس مال مائة مليون ريال، بدأت نشاطها عام 1980م.

## التاريخ
شركة مساهمة سعودية تأسست بموجب سجل تجاري رقم (1010169116) بتاريخ 27/6/1422هــ الموافــق ) 16/09/2001م( كشركة ذات مسئولية محدودة. تحولت الشركة إلى شركة مساهمة سعودية مقفلة برأس مال خمسين مليون (50,000,000) ريال سعودي بموجـب قرار الشركاء وقرار وزير التجـرة والصناعة رقـم (107/ق) وتاريخ 23/3/1429هـ الموافق (31/03/2008م) بالموافقة على ترخيص شركة بحر العرب لأنظمة المعلومات كشركة مساهمة سعودية مقفلة. قامت الشركة برفع رأس المال إلى مئة مليون (100,000,000) ريال مقسمة إلى عشرة ملايين (10,000,000) سهما عادياً وهي متساوية القيمـة وتبلـغ القيمـة الأسمية للسـهم الواحد منها عشرة (10) ريالات سعودية، وكلها أسهم عادية وذلك بتاريخ 13-01-1430هـ الموافق (10-01-2009م).

## النشاط
تشغيل وتطوير وتركيب وصيانة برامج وشبكات الحاسب الآلي.
توفير الحلول والأنظمة وتنفيذ المشاريع الحكومية في قطاع تكنولوجيا المعلومات.

## البيانات
| تاريخ التأسيس | تاريخ الادراج | الرمز الدولي | نهاية السنة المالية | مراجعي الحسابات                                               |
| ------------- | ------------- | ------------ | ------------------- | ------------------------------------------------------------- |
| 1980-01-01    | 2017-02-26    | SA1520CJGGH7 | 31/12               | المحاسبون المتحدون RSM - شركة الدكتور عبدالقادر بانقا وشركاهه |

## ملف الأسهم
| رأس المال المصرح به (ريال سعودي) | عدد الأسهم المصدرة | رأس المال المدفوع (ريال سعودي) | القيمة الاسمية للسهم | القيمة المدفوعة للسهم |
| -------------------------------- | ------------------ | ------------------------------ | -------------------- | --------------------- |
| 100,000,000                      | 100,000,000        | 100,000,000                    | 10                   | 10                    |